# چالاب (خنداب)
چالاب، روستایی از توابع بخش خنداب شهرستان خنداب در استان مرکزی ایران است.

## جمعیت
این روستا در دهستان سنگ سفید قرار دارد و براساس سرشماری مرکز آمار ایران در سال ۱۳۸۵، جمعیت آن ۶۲ نفر (۱۶خانوار) بوده‌است.